# Nkana Stadium
Nkana Stadium – to wielofunkcyjny stadion w Kitwe w Zambii. Jest aktualnie używany głównie dla meczów piłki nożnej i służy jako stadion domowy dla Nkana FC. Stadion mieści 22 000 osób.